# 島原八木館2
島原八木館2（しまばらやぎかん2）は、かつて長崎県島原市中堀町18の水都88ビルにあった映画館。1964年（昭和39年）に開館した。閉館時期は不明。2020年（令和2年）に建物が取り壊された。アーケード商店街の島原一番街の中ほどにあった。

## 沿革
- 1964年（昭和39年） - 島原市の要請などで開館[1]。
- 1991年（平成3年）6月4日 - 6月3日に発生した雲仙岳災害などが理由で休館[2]。
- 1991年（平成3年）10月12日 - 通常営業を再開[2]。
- 1995年（平成7年） - 休館[1]。
- 以後は島原半島の施設や学校などで出張上映を行う[1]。
- 1999年（平成11年）11月3日 - 休日のみ営業再開[1]。
- 時期不明 - 閉館。この背景には、2000年代以降長崎市内や有明海をまたいだ熊本県内にシネマコンプレックスが相次いでオープンしたことで、営業継続が困難になったとされている。
- 2020年（令和2年）6月～8月 - 建物が取り壊される。跡地は駐車場に。